# Chiesa dell'Annunciazione di Maria (Tenna)
La chiesa dell'Annunciazione di Maria è la parrocchiale a Tenna, in Trentino. Risale al XVII secolo.

## Storia
A Tenna venne concessa la curazia nel 1616.
Nel 1764 iniziò la costruzione della chiesa dedicata all'Annunciazione di Maria e nel 1775 i lavori erano quasi conclusi e già con la visita pastorale del 1782 la chiesa venne giudicata edificata correttamente.
Seguì un periodo di rifiniture, di ampliamenti del camposanto adiacente e nel 1828 venne consacrata con cerimonia solenne.
Dal 1835 si iniziò l'erezione della torre campanaria, conclusa nel 1842 quando vi venne installato l'orologio. In seguito fu ampliata la sacrestia, vennero riviste le decorazioni a stucco e varie parti della navata e dell'abside.
Col XX secolo la chiesa venne ampliata, venne adeguato il sagrato e venne nuovamente ampliato il cimitero.
Ebbe dignità parrocchiale dal 1944.
A partire dalla metà del secolo fu adeguata secondo le norme liturgiche, venne restaurata prima la torre campanaria e poi tutto il resto dell'edificio. Gli ultimi interventi si sono conclusi nel 2007, ed hanno interessato in particolare restauro delle superfici a vetrata, la revisione degli intonaci con seguente tinteggiatura, l'adeguamento degli impianti e un'ulteriore revisione del campanile.